# Apluda (vlinders)
Apluda is een geslacht van vlinders uit de familie slakrupsvlinders (Limacodidae).  De wetenschappelijke naam is voor het eerst geldig gepubliceerd in 1863 door Hans Daniel Johann Wallengren. Wallengren beschreef tevens de nieuwe soort Apluda plebeja, door Johan August Wahlberg verzameld in zuidelijk Afrika.
De soorten komen voor in tropisch Afrika.

## Soorten
Deze lijst van 3 stuks is mogelijk niet compleet.
- A. digramma (Hering, 1929)
- A. plebeja (Wallengren, 1863)
- A. vesana (Hering, 1928)